# Världsmästerskapen i bågskytte 2007
Världsmästerskapen i bågskytte 2007 arrangerades i Leipzig i Tyskland mellan 7 och 15 juli 2007.

## Medaljsummering

### Recurve
| Event                          | Guld                                                 | Silver                                              | Brons                                                            |
| Herrarnas individuella tävling | Im Dong-Hyun (KOR)                                   | Baljinima Tsyrempilov (RUS)                         | Alan Wills (GBR)                                                 |
| Damernas individuella tävling  | Natalia Valeeva (ITA)                                | Park Sung-Hyun (KOR)                                | Natalja Erdynijeva (RUS)                                         |
| Herrarnas lag                  | Sydkorea Kim Yeon-Chul Lee Chang-Hwan Im Dong-Hyun   | Storbritannien Larry Godfrey Simon Terry Alan Wills | Taiwan Kuo Cheng-Wei Liu Ming-Huang Wang Cheng-Pang              |
| Damernas lag                   | Sydkorea Choi Eun-Young Lee Tuk-Young Park Sung-Hyun | Taiwan Shen Hsiao-Chun Wu Hui-Ju Yuan Shu-Chi       | Storbritannien Charlotte Burgess Naomi Folkard Alison Williamson |

### Compound
| Event                          | Guld                                                    | Silver                                                   | Brons                                              |
| Herrarnas individuella tävling | Dietmar Trillus (CAN)                                   | Braden Gellenthien (USA)                                 | Martin Damsbo (DEN)                                |
| Damernas individuella tävling  | Eugenia Salvi (ITA)                                     | Albina Loginova (RUS)                                    | Amandine Bouillot (FRA)                            |
| Herrarnas lag                  | USA Braden Gellenthien Reo Wilde Rodger Willett, Jr     | Australien Patrick Coghlan Clint Freeman Robert Timms    | Sverige Fredrik Lindblad Morgan Lundin Anders Malm |
| Damernas lag                   | Belgien Catheline Dessoy Petra Haemhouts Gladys Willems | Italien Anastasia Anastasio Eugenia Salvi Giorgia Solato | USA Erika Anschutz Kendal Nicely Jamie van Natta   |

### Medaljtabell
| Pl. | Nation         | Guld | Silver | Brons | Totalt |
| --- | -------------- | ---- | ------ | ----- | ------ |
| 1   | Sydkorea       | 3    | 1      | -     | 4      |
| 2   | Italien        | 2    | 1      | -     | 3      |
| 3   | USA            | 1    | 1      | 1     | 3      |
| 4   | Belgien        | 1    | -      | -     | 1      |
| 4   | Kanada         | 1    | -      | -     | 1      |
| 6   | Ryssland       | -    | 2      | 1     | 3      |
| 7   | Storbritannien | -    | 1      | 2     | 3      |
| 8   | Taiwan         | -    | 1      | 1     | 2      |
| 9   | Australien     | -    | 1      | -     | 1      |
| 10  | Frankrike      | -    | -      | 1     | 1      |
| 10  | Sverige        | -    | -      | 1     | 1      |
| 10  | Danmark        | -    | -      | 1     | 1      |